# Darling Range
Darling Range är en bergskedja i Australien. Den ligger i delstaten Western Australia, omkring 61 kilometer norr om delstatshuvudstaden Perth.
Omgivningarna runt Darling Range är huvudsakligen savann. Runt Darling Range är det mycket glesbefolkat, med 2 invånare per kvadratkilometer. Genomsnittlig årsnederbörd är 649 millimeter. Den regnigaste månaden är juli, med i genomsnitt 113 mm nederbörd, och den torraste är december, med 13 mm nederbörd.